# Оксфорд (Мичиген)
Оксфорд (енгл. Oxford) град је у америчкој савезној држави Мичиген.

## Демографија
По попису из 2010. године број становника је 3.436, што је 104 (-2,9%) становника мање него 2000. године.
| Група             | 2000.         | 2010.         |
| Белци             | 3.368 (95,1%) | 3.154 (91,8%) |
| Афроамериканци    | 21 (0,6%)     | 65 (1,9%)     |
| Азијати           | 19 (0,5%)     | 25 (0,7%)     |
| Хиспаноамериканци | 94 (2,7%)     | 150 (4,4%)    |
| Укупно            | 3.540         | 3.436         |